# Soulfía
Sofía Walker Pacheco (Santiago de Chile, 18 de julio de 1997), más conocida por su nombre artístico Soulfía, es una cantante y compositora chilena de R&B latino, neo soul y reguetón. En 2021 lanzó su álbum debut «Génesis».

## Biografía

### Primeros años
Sofía nació en Santiago, estudió en el colegio Saint George's College en Vitacura y, desde los cinco años tuvo estudios formales de piano y desde los siete comenzó a cantar. Posteriormente ingresó al Instituto Projazz de Chile para estudiar canto, donde surgió de manera natural su nombre artístico Soulfía. 
Sus primeros trabajos como música fueron como intérprete de repertorios como cantante y pianista en malls y otros espacios públicos, como vagones del Metro de Santiago y presentaciones en el Barrio Bellavista.

## Carrera
El año 2019 lanzó su primera canción, «Toda la noche», que marcaría esa primera experiencia. Luego lanzó el sencillo  «Dónde vas?», en colaboración con el cantante urbano chileno Polimá Westcoast. Poco después lanzó una versión propia y en español, de «All to you» canción de la cantante cubanoestadounidense Sabrina Claudio.
El año 2021 Soulfía lanzó su primer trabajo musical de manera independiente, un álbum mixtape titulado Génesis, y su sencillo principal «Pantera», donde dio un salto rotundo al reguetón más salvaje con que ella terminó de proponer un punto de encuentro propio entre la música orgánica definida por el R&B y la producción digital del trap. El 9 de noviembre de 2021 apareció en Times Square como artista radar, mismo mes en el que viajó a Estados Unidos invitada a los Premios Grammy Latinos y a distintos estudios en Miami y Las Vegas. En marzo de 2022 se presentó en el festival de música Lollapalooza Chile 2022, mientras que en septiembre del mismo año lanzó su primer álbum de estudio titulado Brujerías de Cantina, junto con los sencillos «Mírame a la Cara» y «Miénteme».
Soulfía ha participado como telonera en los shows de Tiago PZK en el Movistar Arena el 2022, y asimismo, en 2023 fue telonera de Greeicy y Mike Bahía en el Movistar Arena, Bruno Mars en el Estadio Monumental y Aitana en el Movistar Arena. 
Soulfía ha colaborado con artistas como Denise Rosenthal, Francisca Valenzuela, Ceaese y el grupo Natalino, con quienes reversionó «Desde que te vi», además de cantar «Sin despertar» en vivo con el grupo chileno Kudai. En su primer álbum de estudio presentó además colaboraciones con los cantantes Harry Nach, Shirel, Loyaltty, Kid Voodoo, Tunechikiid, Fabro y Pablo Feliú.
En marco de su segundo álbum (fecha por revelar), ya cuenta con colaboraciones con artistas como DrefQuila, Kidd Voodoo, además de anunciar un sencillo con la cantante Katteyes.
El año 2024, Soulfía participó en la canción colaborativa «Escarlata Remix» del cantante Eleven1.1 junto con DrefQuila, Kidd Voodoo y Harry Nach. Esta canción ganó el premio «Colaboración del Año» en los Premios Musa 2024.
En enero del 2025, Soulfía lanza su primer sencillo del año llamado «Acaramelada». Luego, en marzo, se presenta por segunda vez en el festival Lollapalooza Chile 2025 y por primera vez en Lollapalooza Argentina 2025. En lo que va del año, ha lanzado dos sencillos más: «Salvaje» y «No hay vuelta atrás», además de colaborar con el cantante Gianluca en su canción «Mi primer amor».

## Discografía

### Álbumes de estudio
- 2022: Brujerías de Cantina

### Mixtapes
- 2021: Génesis

### Sencillos
| Año  | Título                                                                      | Álbum                |
| ---- | --------------------------------------------------------------------------- | -------------------- |
| 2019 | «Toda la noche»                                                             | s/a                  |
| 2020 | «Dónde vas?» (con Polimá Westcoast)                                         | s/a                  |
| 2020 | «All to you» (spanish version) (cover de Sabrina Claudio)                   | s/a                  |
| 2020 | «Cómplices»                                                                 | s/a                  |
| 2020 | «City Girls»                                                                | s/a                  |
| 2020 | «Dolce & Gabbana»                                                           | s/a                  |
| 2021 | «Pantera»                                                                   | Génesis              |
| 2021 | «Ten cuidao'»                                                               | Génesis              |
| 2021 | «Químico»                                                                   | s/a                  |
| 2022 | «Rika» (con Loyaltty)                                                       | s/a                  |
| 2022 | «Te perdí» (con Flor De Rap y Masquemusica) (cover de José Alfredo Fuentes) | s/a                  |
| 2022 | «Mírame a la cara»                                                          | Brujerías de Cantina |
| 2022 | «Miénteme»                                                                  | Brujerías de Cantina |
| 2023 | «Antes que»                                                                 | s/a                  |

### Colaboraciones
| Año  | Título                              | Artista              | Álbum     |
| ---- | ----------------------------------- | -------------------- | --------- |
| 2017 | «Piel» (con Piral)                  | Diego Alderan        | Piel      |
| 2020 | «Arena»                             | Ivo Yopo             | Desierto  |
| 2021 | «Alas rotas»                        | Sofía Hervier        | s/a       |
| 2021 | «Corazón envenenado» (remix)        | Pablo Feliú          | s/a       |
| 2021 | «Faroles» (con Shirel y KYA)        | Denise Rosenthal     | s/a       |
| 2021 | «Yoshi»                             | Cease                | Tigre     |
| 2022 | «Ven a buscarlo»                    | Francisca Valenzuela | s/a       |
| 2022 | «Touch It»                          | VIntna B & KYA       | Feels     |
| 2022 | «Desde que te vi»                   | Natalino             | s/a       |
| 2022 | «Shorty» (con AKRIILA y Cheskv Liz) | Loyaltty             | Mami Trap |
| 2023 | «Salir»                             | Paula Cendejas       | Fomo      |

## Premios y nominaciones
| Año  | Premio         | Categoría                      | Trabajo            | Resultado | Ref(s) |
| ---- | -------------- | ------------------------------ | ------------------ | --------- | ------ |
| 2021 | Premios Musa   | Artista proyección             | Soulfía            | Ganador   | [ 11 ] |
| 2022 | Premios Pulsar | Mejor artista nuevo            | Soulfía            | Ganador   | [ 12 ] |
| 2022 | Premios Índigo | Canción independiente del año  | «Mírame a la cara» | Ganador   | [ 13 ] |
| 2022 | Premios Índigo | Mejor show en vivo             | Fauna Otoño        | Ganador   | [ 13 ] |
| 2022 | Premios Índigo | Mejor artista independiente    | Soulfía            | Nominado  | [ 13 ] |
| 2022 | Premios Musa   | Mejor artista pop              | Soulfía            | Nominado  | [ 14 ] |
| 2023 | Premios Pulsar | Mejor artista de música urbana | Soulfía            | Ganador   | [ 15 ] |